# Heterobasidion
Genre
Heterobasidion est un genre de champignons de la famille des Bondarzewiaceae.
L'espèce la plus connue du genre est le Polypore du pin, Heterobasidion annosum, qui est vecteur de la maladie du rond.

## Liste d'espèces
Selon Catalogue of Life (2 novembre 2013) :
- Heterobasidion abietinum
- Heterobasidion annosum
- Heterobasidion araucariae
- Heterobasidion arbitrarium
- Heterobasidion australe
- Heterobasidion ecrustosum
- Heterobasidion insulare
- Heterobasidion irregulare
- Heterobasidion linzhiense
- Heterobasidion occidentale
- Heterobasidion orientale
- Heterobasidion parviporum

Selon Index Fungorum (2 novembre 2013) :
- Heterobasidion abietinum Niemelä & Korhonen 1998
- Heterobasidion annosum (Fr.) Bref. 1888
- Heterobasidion araucariae P.K. Buchanan 1988
- Heterobasidion arbitrarium (Corner) T. Hatt. 2001
- Heterobasidion australe Y.C. Dai & Korhonen 2009
- Heterobasidion ecrustosum Tokuda, T. Hatt. & Y.C. Dai 2009
- Heterobasidion insulare (Murrill) Ryvarden 1972
- Heterobasidion irregulare Garbel. & Otrosina 2010
- Heterobasidion linzhiense Y.C. Dai & Korhonen 2007
- Heterobasidion occidentale Otrosina & Garbel. 2010
- Heterobasidion orientale Tokuda, T. Hatt. & Y.C. Dai 2009
- Heterobasidion parviporum Niemelä & Korhonen 1998